# Lansdown Guilding
Lansdown Guilding (* 9. Mai 1797 in St. Vincent; † 22. Oktober 1831 auf Bermuda) war ein britischer Geistlicher, Botaniker, Zoologe und Entomologe. Sein offizielles botanisches Autorenkürzel lautet „Guilding“.

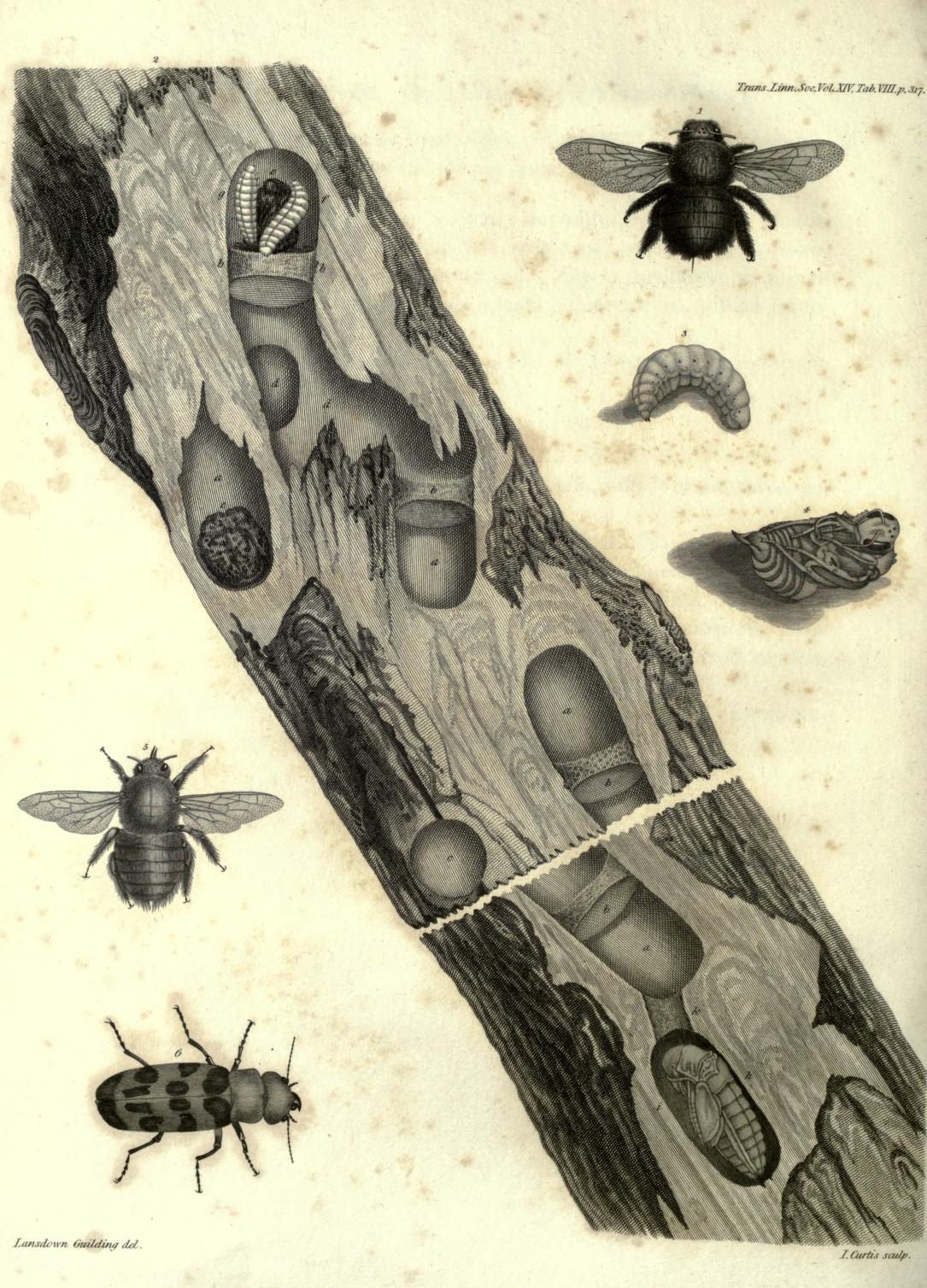
Der bei der Holzbiene (Xylocopa) parasitierende Käfer Cissites maculata, aus einem Aufsatz von Landsdown Guilding 1825

## Leben
Guilding wurde als Sohn eines Pfarrers auf St. Vincent geboren und wuchs ab 1802 in England auf, wo er in Oxford studierte (B. A. 1817). 1817 war er wieder in St. Vincent und wurde als Nachfolger seines 1818 verstorbenen Vaters Rektor der St. George’s Anglican Church in St. Vincent. Er starb im Urlaub auf Bermuda.
1820 war er nochmals in England (wahrscheinlich um zu heiraten). Aus erster Ehe hatte er fünf Kinder. Seine erste Frau starb 1827 und er heiratete ein Jahr darauf erneut. Bei seinem Tod hinterließ er die Witwe mit sechs Kindern.
Er veröffentlichte über Flora und Fauna der Karibik in britischen naturwissenschaftlichen Zeitschriften wie dem Zoological Journal und den Transactions of the Linnean Society und korrespondierte mit Charles Darwin und den Botanikern Aylmer Bourke Lambert und William Jackson Hooker, für den er auch botanische Sammelobjekte aus der Karibik zur Verfügung stellte. Bekannt ist er unter Botanikern auch für die Beschreibung des Botanischen Gartens von St. Vincent, der 1765 gegründet wurde. Dabei hatte er auch Zugriff auf die Aufzeichnungen von Alexander Anderson (1748–1811), der ab 1785 Leiter des Botanischen Gartens in St. Vincent war. Guilding illustrierte seine Beschreibungen von Pflanzen und Tieren oft selbst.
Er war Fellow der Linnean Society of London. Mehrere Tier- und Pflanzenarten sind nach ihm benannt (wie die Königsamazone (Amazona guildingii). Croton guildingii, Calliandra guildingii, Asplenium guildingii, Crematomia guildingiana und die Gattung Guildingia). Er erstbeschrieb Peripatus (1826).
Er wollte eine Fauna und Pomona Occidentalis schreiben, seine Manuskripte sind aber verschollen ebenso wie seine Table of Colours arranged for Naturalists, die er 1825 der Wernerian Society in Edinburgh präsentierte. Guilding plante auch die vulkanische Geologie der Insel zu beschreiben mit dem Vulkan Soufrière, den schon der ehemalige Direktor des Botanischen Gartens in St. Vincent Alexander Anderson beschrieb.

## Schriften
- An Account of the Botanic Garden in the Island of St. Vincent, Glasgow 1825